# Idaea shaathensis
Idaea shaathensis är en fjärilsart som beskrevs av Edward P. Wiltshire 1986. Idaea shaathensis ingår i släktet Idaea och familjen mätare. Inga underarter finns listade i Catalogue of Life.